# Heungkuk Life Pink Spiders Women's Volleyball Club 2015-2016
Questa voce raccoglie le informazioni riguardanti lo Heungkuk Life Pink Spiders Women's Volleyball Club nella stagione 2015-2016.

## Organigramma societario
Area direttiva
- Presidente: Kim Ju-yun
- Direttore: Sin Min-Cheol

Area organizzativa
- Interprete: Kim Min-ju
- Responsabile: Kim Mi-ju

Area tecnica
- Primo allenatore: Park Mi-hee
- Secondo allenatore: Jeon Sang-hoon
- Allenatore: Shin Dong-in, Yeo Jae-gi, Yang Tae-seong, Jeong Yong-seon
- Allenatore delle palleggiatrici: Lee Su-jeong
- Statistico: Kim Wan-jun

## Rosa
| N° | Nome              | Ruolo | Data di nascita   | Nazionalità sportiva |
| -- | ----------------- | ----- | ----------------- | -------------------- |
| 1  | Jeong Si-yeong    | S/O   | 12 marzo 1993     | Corea del Sud        |
| 2  | Alexis Olgard     | C     | 27 maggio 1991    | Stati Uniti          |
| 3  | Sin Yeon-gyeong   | S     | 9 marzo 1994      | Corea del Sud        |
| 4  | Im Hae-jeong      | C     | 26 febbraio 1995  | Corea del Sud        |
| 5  | Han Ji-hyeon      | L     | 17 agosto 1994    | Corea del Sud        |
| 6  | Ju Ye-na          | S     | 2 maggio 1990     | Corea del Sud        |
| 7  | Kim Hye-jin       | C     | 17 febbraio 1989  | Corea del Sud        |
| 8  | Kim Hye-seon      | L     | 1º luglio 1991    | Corea del Sud        |
| 9  | Jeong Yu-ri       | S/O   | 23 marzo 1996     | Corea del Sud        |
| 11 | Kim Su-ji         | C     | 11 luglio 1987    | Corea del Sud        |
| 12 | Gong Yun-hui      | S/O   | 12 marzo 1995     | Corea del Sud        |
| 13 | Taylor Simpson    | S     | 10 settembre 1993 | Stati Uniti          |
| 14 | Jo Song-hwa       | P     | 12 marzo 1993     | Corea del Sud        |
| 15 | Lee Su-jeong      | P     | 25 agosto 1972    | Corea del Sud        |
| 16 | Lee Han-bi        | S     | 28 ottobre 1996   | Corea del Sud        |
| 17 | Lee Jae-yeong     | S     | 15 ottobre 1996   | Corea del Sud        |
| 18 | Kim Do-hui        | P     | 14 aprile 1997    | Corea del Sud        |
| 19 | Gang Hye-su       | S     | 19 giugno 1995    | Corea del Sud        |
| 20 | Hwang Hyeon-jeong | C     | 31 agosto 1997    | Corea del Sud        |

## Mercato
| Acquisti | Acquisti          | Acquisti             | Acquisti   |
| R.       | Nome              | da                   | Modalità   |
| -------- | ----------------- | -------------------- | ---------- |
| S        | Lee Han-bi        | Wongok HS            | definitivo |
| S        | Taylor Simpson    | Changas de Naranjito | definitivo |
| C        | Hwang Hyeon-jeong | Computer Science HS  | definitivo |
| P        | Lee Su-jeong      | ?                    | definitivo |
| P        | Kim Do-hui        | Sehwa Girls' HS      | definitivo |
| C        | Alexis Olgard     | Philips Gold         | definitivo |

| Cessioni | Cessioni       | Cessioni | Cessioni   |
| R.       | Nome           | a        | Modalità   |
| -------- | -------------- | -------- | ---------- |
| S/O      | Rachel Rourke  | Sichuan  | definitivo |
| S        | Gwak Yu-hwa    | -        | ritirata   |
| S        | Taylor Simpson | -        | definitivo |

## Risultati

### V-League

#### Regular season

##### Primo round
| 11 ottobre 2015 Gyeyang Cheyukgwan, Incheon          | Pink Spiders      | 3 - 2 | Hyundai Hillstate | 25-19, 20-25, 16-25, 25-21, 15-13 |
| 14 ottobre 2015 Chungmu Cheyukgwan, Daejeon          | KGC Ginseng       | 2 - 3 | Pink Spiders      | 30-28, 19-25, 25-13, 29-31, 13-15 |
| 17 ottobre 2015 Gyeyang Cheyukgwan, Incheon          | Pink Spiders      | 0 - 3 | IBK Altos         | 23-25, 16-25, 23-25               |
| 21 ottobre 2015 Gyeyang Cheyukgwan, Incheon          | Pink Spiders      | 3 - 0 | GS Caltex Seoul   | 25-20, 25-23, 25-21               |
| 26 ottobre 2015 Gimcheon Silnae Cheyukgwan, Gimcheon | Gyeongbuk Hi-Pass | 2 - 3 | Pink Spiders      | 11-25, 19-25, 25-18, 25-20, 10-15 |

##### Secondo round
| 5 novembre 2015 Suwon Cheyukgwan, Suwon               | Hyundai Hillstate | 2 - 3 | Pink Spiders      | 24-26, 25-19, 22-25, 25-14, 8-15  |
| 14 novembre 2015 Chonghap Silnae Cheyukgwan, Hwaseong | IBK Altos         | 3 - 0 | Pink Spiders      | 25-17, 27-25, 25-14               |
| 19 novembre 2015 Jangchung Cheyukgwan, Seul           | GS Caltex Seoul   | 3 - 2 | Pink Spiders      | 18-25, 21-25, 25-22, 25-15, 17-15 |
| 23 novembre 2015 Gyeyang Cheyukgwan, Incheon          | Pink Spiders      | 3 - 1 | KGC Ginseng       | 25-23, 25-15, 16-25, 25-14        |
| 26 novembre 2015 Gyeyang Cheyukgwan, Incheon          | Pink Spiders      | 3 - 0 | Gyeongbuk Hi-Pass | 25-13, 25-17, 25-21               |

##### Terzo round
| 2 dicembre 2015 Gyeyang Cheyukgwan, Incheon           | Pink Spiders | 3 - 0 | Gyeongbuk Hi-Pass | 25-23, 25-21, 25-16              |
| 7 dicembre 2015 Chungmu Cheyukgwan, Daejeon           | KGC Ginseng  | 1 - 3 | Pink Spiders      | 25-23, 18-25, 25-27, 21-25       |
| 13 dicembre 2015 Chonghap Silnae Cheyukgwan, Hwaseong | IBK Altos    | 3 - 1 | Pink Spiders      | 25-27, 25-19, 25-20, 25-16       |
| 17 dicembre 2015 Gyeyang Cheyukgwan, Incheon          | Pink Spiders | 0 - 3 | Hyundai Hillstate | 23-25, 22-25, 13-25              |
| 21 dicembre 2015 Gyeyang Cheyukgwan, Incheon          | Pink Spiders | 2 - 3 | GS Caltex Seoul   | 25-19, 16-25, 23-25, 25-17, 7-15 |

##### Quarto round
| 28 dicembre 2015 Jangchung Cheyukgwan, Seul          | GS Caltex Seoul   | 2 - 3 | Pink Spiders | 28-30, 25-20, 15-25, 25-22, 13-15 |
| 31 dicembre 2015 Suwon Cheyukgwan, Suwon             | Hyundai Hillstate | 0 - 3 | Pink Spiders | 16-25, 29-31, 19-25               |
| 3 gennaio 2016 Gyeyang Cheyukgwan, Incheon           | Pink Spiders      | 3 - 2 | KGC Ginseng  | 28-26, 25-27, 11-25, 26-24, 15-4  |
| 12 gennaio 2016 Gyeyang Cheyukgwan, Incheon          | Pink Spiders      | 0 - 3 | IBK Altos    | 21-25, 19-25, 24-26               |
| 16 gennaio 2016 Gimcheon Silnae Cheyukgwan, Gimcheon | Gyeongbuk Hi-Pass | 0 - 3 | Pink Spiders | 25-27, 16-25, 25-27               |

##### Quinto round
| 19 gennaio 2016 Jangchung Cheyukgwan, Seul  | GS Caltex Seoul   | 3 - 0 | Pink Spiders      | 26-24, 25-21, 30-28               |
| 25 gennaio 2016 Gyeyang Cheyukgwan, Incheon | Pink Spiders      | 2 - 3 | IBK Altos         | 25-22, 23-25, 17-25, 25-20, 12-15 |
| 27 gennaio 2016 Suwon Cheyukgwan, Suwon     | Hyundai Hillstate | 3 - 1 | Pink Spiders      | 25-16, 25-22, 16-25, 25-19        |
| 31 gennaio 2016 Gyeyang Cheyukgwan, Incheon | Pink Spiders      | 0 - 3 | Gyeongbuk Hi-Pass | 16-25, 12-25, 24-26               |
| 3 febbraio 2016 Chungmu Cheyukgwan, Daejeon | KGC Ginseng       | 2 - 3 | Pink Spiders      | 21-25, 25-21, 25-22, 17-25, 9-15  |

##### Sesto round
| 14 febbraio 2016 Chonghap Silnae Cheyukgwan, Hwaseong | IBK Altos         | 1 - 3 | Pink Spiders      | 19-25, 25-22, 22-25, 23-25        |
| 20 febbraio 2016 Gyeyang Cheyukgwan, Incheon          | Pink Spiders      | 0 - 3 | KGC Ginseng       | 15-25, 19-25, 22-25               |
| 24 febbraio 2016 Gyeyang Cheyukgwan, Incheon          | Pink Spiders      | 3 - 1 | GS Caltex Seoul   | 25-20, 23-25, 25-15, 25-20        |
| 29 febbraio 2016 Gimcheon Silnae Cheyukgwan, Gimcheon | Gyeongbuk Hi-Pass | 2 - 3 | Pink Spiders      | 25-22, 19-25, 28-26, 22-25, 7-15  |
| 5 marzo 2016 Gyeyang Cheyukgwan, Incheon              | Pink Spiders      | 3 - 2 | Hyundai Hillstate | 25-19, 15-25, 19-25, 25-17, 16-14 |

#### Play-off scudetto
| Semifinale (gara 1) - 11 marzo 2016 Suwon Cheyukgwan, Suwon     | Hyundai Hillstate | 3 - 1 | Pink Spiders      | 26-28, 25-16, 25-15, 25-22 |
| Semifinale (gara 2) - 13 marzo 2016 Gyeyang Cheyukgwan, Incheon | Pink Spiders      | 1 - 3 | Hyundai Hillstate | 25-18, 20-25, 15-25, 16-25 |

### Coppa KOVO

#### Fase a gironi
| 1ª giornata - 12 luglio 2015 Cheongju Gymnasium, Cheongju | GS Caltex Seoul | 0 - 3 | Pink Spiders | 21-25, 19-25, 24-26 |
| 2ª giornata - 14 luglio 2015 Cheongju Gymnasium, Cheongju | Pink Spiders    | 0 - 3 | IBK Altos    | 21-25, 24-26, 20-25 |

#### Fase a eliminazione diretta
| Semifinale - 17 luglio 2015 Cheongju Gymnasium, Cheongju | Hyundai Hillstate | 3 - 1 | Pink Spiders | 25-20, 26-24, 12-25, 25-23 |

## Statistiche

### Statistiche di squadra
| Competizione | Punti | In casa | In casa | In casa | In trasferta | In trasferta | In trasferta | Totale | Totale | Totale |
| Competizione | Punti | G       | V       | P       | G            | V            | P            | G      | V      | P      |
| ------------ | ----- | ------- | ------- | ------- | ------------ | ------------ | ------------ | ------ | ------ | ------ |
| V-League     | 48    | 16      | 8       | 8       | 16           | 10           | 6            | 32     | 18     | 14     |
| Coppa KOVO   | -     | -       | -       | -       | -            | -            | -            | 3      | 1      | 2      |
| Totale       | -     | 0       | 0       | 0       | 0            | 0            | 0            | 35     | 19     | 16     |

G = partite giocate; V = partite vinte; P = partite perse

### Statistiche dei giocatori
| Giocatore  | Campionato | Campionato | Campionato | Campionato | Campionato | Coppa KOVO | Coppa KOVO | Coppa KOVO | Coppa KOVO | Coppa KOVO | Totale | Totale | Totale | Totale | Totale |
| Giocatore  | P          | PT         | AV         | MV         | BV         | P          | PT         | AV         | MV         | BV         | P      | PT     | AV     | MV     | BV     |
| ---------- | ---------- | ---------- | ---------- | ---------- | ---------- | ---------- | ---------- | ---------- | ---------- | ---------- | ------ | ------ | ------ | ------ | ------ |
| Gang H.s.  | 1          | 0          | 0          | 0          | 0          | 1          | 0          | 0          | 0          | 0          | 2      | 0      | 0      | 0      | 0      |
| Gong Y.h.  | 31         | 100        | 79         | 4          | 17         | 3          | 25         | 19         | 1          | 5          | 34     | 125    | 98     | 5      | 22     |
| Han J.h.   | 15         | 2          | 0          | 0          | 2          | 3          | 0          | 0          | 0          | 0          | 18     | 2      | 0      | 0      | 2      |
| Hwang H.j. | 2          | 0          | 0          | 0          | 0          | -          | -          | -          | -          | -          | 2      | 0      | 0      | 0      | 0      |
| Im H.j.    | 26         | 4          | 1          | 3          | 0          | 0          | 0          | 0          | 0          | 0          | 26     | 4      | 1      | 3      | 0      |
| Jeong S.y. | 29         | 132        | 104        | 22         | 6          | 3          | 26         | 22         | 4          | 0          | 32     | 158    | 126    | 26     | 6      |
| Jeong Y.r. | 1          | 0          | 0          | 0          | 0          | 3          | 5          | 4          | 0          | 1          | 4      | 5      | 4      | 0      | 1      |
| Jo S.h.    | 29         | 57         | 15         | 15         | 27         | 3          | 3          | 2          | 1          | 0          | 32     | 60     | 17     | 16     | 27     |
| Ju Y.n.    | 28         | 0          | 0          | 0          | 0          | 3          | 0          | 0          | 0          | 0          | 31     | 0      | 0      | 0      | 0      |
| Kim D.h.   | 9          | 2          | 1          | 0          | 1          | 3          | 0          | 0          | 0          | 0          | 12     | 2      | 1      | 0      | 1      |
| Kim H.j.   | 31         | 229        | 183        | 32         | 14         | 3          | 25         | 21         | 4          | 0          | 34     | 254    | 204    | 36     | 14     |
| Kim H.s.   | 21         | 0          | 0          | 0          | 0          | 3          | 0          | 0          | 0          | 0          | 24     | 0      | 0      | 0      | 0      |
| Kim S.j.   | 32         | 301        | 223        | 58         | 20         | 3          | 25         | 15         | 5          | 5          | 35     | 326    | 238    | 63     | 25     |
| Lee H.b.   | 18         | 69         | 62         | 4          | 3          | -          | -          | -          | -          | -          | 18     | 69     | 62     | 4      | 3      |
| Lee J.y.   | 31         | 538        | 473        | 36         | 29         | 3          | 57         | 53         | 2          | 2          | 34     | 595    | 526    | 38     | 31     |
| Lee S.j.   | 21         | 2          | 1          | 0          | 1          | -          | -          | -          | -          | -          | 21     | 2      | 1      | 0      | 1      |
| A. Olgard  | 7          | 68         | 50         | 16         | 2          | -          | -          | -          | -          | -          | 7      | 68     | 50     | 16     | 2      |
| T. Simpson | 21         | 506        | 457        | 36         | 13         | -          | -          | -          | -          | -          | 21     | 506    | 457    | 36     | 13     |
| Sin Y.g.   | 31         | 92         | 78         | 3          | 11         | 1          | 10         | 9          | 1          | 0          | 32     | 102    | 87     | 4      | 11     |

P = presenze; PT = punti totali; AV = attacchi vincenti; MV = muri vincenti; BV = battute vincenti